# 维氏黑绵鳚
维氏黑绵鳚，為輻鰭魚綱鱸形目绵鳚亞目绵鳚科的其中一種，分布於印度西太平洋區的熱帶至寒帶海域，屬底棲性魚類，棲息深度可達890公尺，體長可達17公分。

## 扩展阅读
維基物種上的相關：维氏黑绵鳚